# Rick Is 21
| Recensione | Giudizio |
| ---------- | -------- |
| AllMusic   | [ 1 ]    |

Rick Is 21 è il sesto album discografico di Rick Nelson (il primo a questo nome, i precedenti erano accreditati a "Ricky Nelson"), pubblicato dall'etichetta discografica Imperial Records nel maggio del 1961.

## Tracce
Lato A
1. My One Desire – 2:14 (Dorsey Burnette) – Registrato (probabile) il 27 marzo 1961 al United Recording Corp., Hollywood, California
2. That Warm Summer Night – 2:11 (Jerry Fuller, William Claude Silva) – Registrato il 17 aprile 1961 al United Recording Corp., Hollywood, California
3. Break My Chain – 1:53 (Jerry Fuller) – Registrato il 13 marzo 1961 al United Recording Corp., Hollywood, California
4. Do You Know What It Means to Miss New Orleans – 2:32 (Eddie DeLange, Louis Alter) – Registrato l'11-12 febbraio 1960 al Master Recorders, Hollywood, California
5. I'll Make Believe – 2:18 (Johnny Rivers) – Registrato il 3 aprile 1961 al United Recording Corp., Hollywood, California
6. Travelin' Man – 2:12 (Jerry Fuller) – Registrato il 13 marzo 1961 al United Recording Corp., Hollywood, California

Lato B
1. Oh Yeah, I'm in Love – 2:08 (Doris Payne, Gregory Carroll) – Registrato il 10 aprile 1961 al United Recording Corp., Hollywood, California
2. Everybody But Me – 2:11 (Dave Burgess) – Registrato il 6 marzo 1961 al United Recording Corp., Hollywood, California
3. Lucky Star – 2:17 (Dave Burgess) – Registrato il 10 aprile 1961 al United Recording Corp., Hollywood, California
4. Sure Fire Bet – 2:07 (Gene Pitney) – Registrato (probabile) il 27 marzo 1961 al United Recording Corp., Hollywood, California
5. Stars Fell on Alabama – 2:34 (Mitchell Parish, Frank S. Perkins) – Registrato il 3 aprile 1961 al United Recording Corp., Hollywood, California
6. Hello Mary Lou – 2:17 (Gene Pitney) – Registrato il 20 marzo 1961 al United Recording Corp., Hollywood, California

## Musicisti
My One Desire / Sure Fire Bet
- Rick Nelson - voce, chitarra
- James Burton - chitarra solista
- Ray Johnson - pianoforte
- Joe Osborn - basso
- Richie Frost - batteria
- Sconosciuti - accompagnamento vocale, cori
- Jimmie Haskell - produttore, arrangiamenti

That Warm Summer Night
- Rick Nelson - voce
- James Burton - chitarra
- Tommy Tedesco - chitarra
- Ray Johnson - pianoforte
- Joe Osborn - basso
- Richie Frost - batteria
- Dave Burgess - coro (in sovraincisione effettuata il 19 aprile 1961)
- Glen Campbell - coro (in sovraincisione effettuata il 19 aprile 1961)

Break My Chain / Travelin' Man
- Rick Nelson - voce, chitarra ritmica
- James Burton - chitarra
- Ray Johnson - pianoforte
- Joe Osborn - basso
- Richie Frost - batteria
- The Jordanaires - cori (in sovraincisione effettuata il 22 marzo 1961)

Do You Know What It Means to Miss New Orleans
- Rick Nelson - voce
- James Burton - chitarra
- Ray Johnson - pianoforte
- John Rotella - clarinetto
- Teddy Edwards - sassofono
- Leroy Vinnegar - contrabbasso
- Richie Frost - batteria
- Bob Gilman - percussioni
- The Jordanaires - cori (in sovraincisione effettuata il 25 aprile 1960)

I'll Make Believe / Stars Fell on Alabama
- Rick Nelson - voce, chitarra
- James Burton - chitarra
- Ray Johnson - pianoforte
- Joe Osborn - basso
- Richie Frost - batteria
- Sconosciuti - cori

Oh Yeah, I'm in Love / Lucky Star
- Rick Nelson - voce, chitarra
- James Burton - chitarra
- Ray Johnson - pianoforte
- Joe Osborn - basso
- Richie Frost - batteria
- Dave Burgess - coro (in sovraincisione effettuata il 12 aprile 1961)
- Glen Campbell - coro (in sovraincisione effettuata il 12 aprile 1961)
- Jerry Fuller - coro (in sovraincisione effettuata il 12 aprile 1961)

Everybody But Me
- Rick Nelson - voce, chitarra ritmica
- James Burton - chitarra
- Ray Johnson - pianoforte
- Joe Osborn - basso
- Richie Frost - batteria
- Sconosciuti - cori

Hello Mary Lou
- Rick Nelson - voce
- James Burton - chitarra
- Ray Johnson - pianoforte
- Joe Osborn - basso
- Richie Frost - batteria
- The Jordanaires - cori (in sovraincisione effettuata il 22 marzo 1961)